# Liquidación concursal

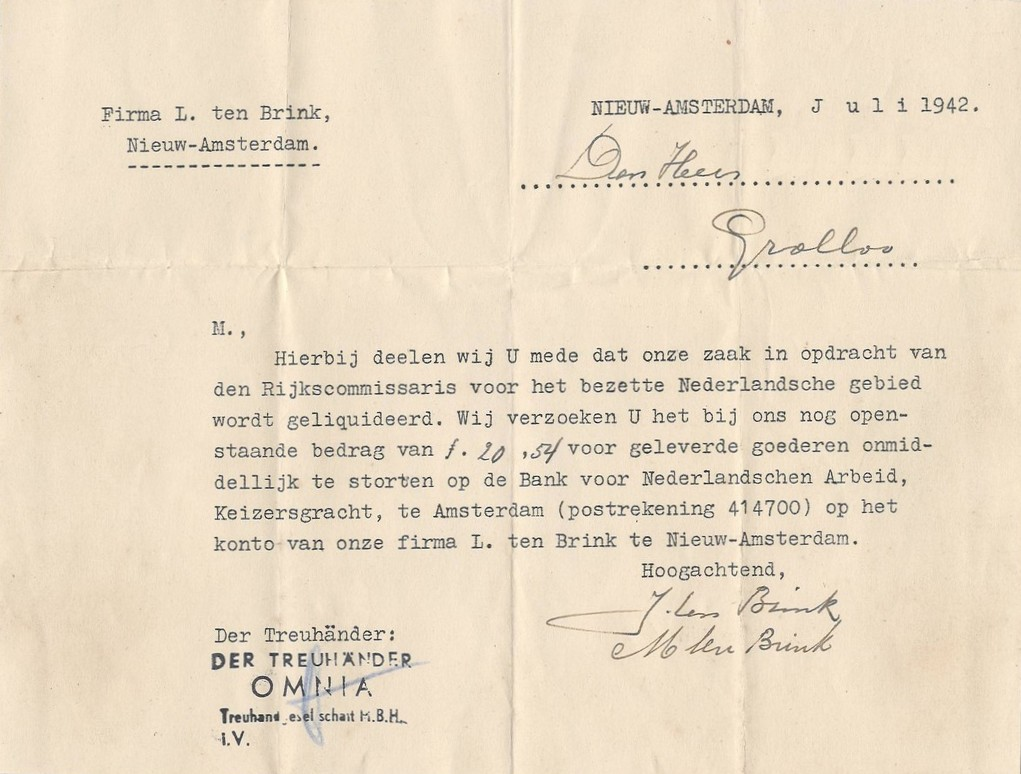
Arianización, Documentos de los Países Bajos asociados con la II Guerra Mundial, julio de 1942 en los Países Bajos, Liquidación, Nieuw-Amsterdam, Países Bajos, El Holocausto en los Países Bajos

La liquidación es el proceso jurídico y contable por el cual una empresa llega a su fin. Los activos y propiedades de la empresa se redistribuyen. La liquidación también se conoce a veces como liquidación o disolución, aunque la disolución técnicamente se refiere a la última etapa de liquidación. Es también el último paso de un concurso de acreedores. No obstante, esta mala solución es preferible a la continuidad de una empresa que sólo va a conseguir aumentar el volumen de impagados en el mercado, llevando, en cascada, a otras empresas a una situación de concurso.

## Concepto
Solución alternativa a la de convenio, a la que puede optar el deudor, si bien, cuando su apertura tiene lugar de oficio o a solicitud de acreedores, se configura como una solución subsidiaria “in extremis” que sólo opera cuando no se alcance o se frustre la ejecución de un convenio, que es la solución natural del concurso que la Ley propicia con distintas medidas.
La fase de liquidación tiene por objeto, la realización de los bienes y derechos integrados en la masa activa del concurso para con el producto obtenido proceder a su distribución entre los acreedores por el orden de preferencia establecido legalmente.
Ahora bien, junto con el interés principal consistente en obtener la satisfacción más adecuada de los acreedores, coexisten otros intereses dignos de protección, tales como la continuidad de la empresa, y el mantenimiento de los puestos de trabajo, que habrán de ser tenidos en consideración durante el procedimiento de enajenación.
En la mayoría de países, la liquidación puede ser obligatoria (a veces denominada liquidación de acreedores después de la quiebra, lo que puede dar lugar a que el tribunal cree un "fideicomiso de liquidación") o voluntaria (a veces denominada liquidación de los accionistas, aunque algunas liquidaciones voluntarias están controladas por acreedores).

## Legitimación
El deudor, los acreedores y también el órgano judicial de oficio, puede decretar su apertura.
A solicitud del deudor: La Ley le concede la facultad de optar por una solución liquidadora del concurso (liquidación voluntaria), como alternativa a la de convenio, pero también le impone, en determinados supuestos, el deber de solicitar la liquidación (liquidación necesaria).
Independientemente del momento en que la solicitud del deudor tenga lugar, la apertura de la fase de liquidación, sólo procederá tras la finalización de la fase común de tramitación del concurso y la correspondiente resolución judicial, sin que exista en la liquidación una opción equivalente a la del convenio anticipado.
No obstante, el deudor deberá pedir la liquidación cuando, durante la vigencia del convenio “conozca la imposibilidad de cumplir los pagos comprometidos y las obligaciones contraídas con posterioridad a su aprobación”, supuesto en que el Juez dictará auto abriendo la fase de liquidación.
Salvo prueba en contrario el concurso se calificará como culpable.
A solicitud de los acreedores; forma excepcional, quedando condicionado, a que el deudor no haya solicitado la liquidación durante la vigencia del convenio, y que alguno de los acreedores acrediten la existencia de alguno de los hechos reveladores de la situación de insolvencia que pueda fundamentar la declaración de concurso.
De oficio procederá:
- Cuando no se haya presentado dentro de plazo, propuesta alguna de convenio por parte del deudor o de los acreedores, o no se hubiesen admitido a trámite las presentadas.
- Cuando, de haberse presentado alguna propuesta de convenio, no haya sido aceptada en junta de acreedores
- Cuando haya sido rechazada por resolución judicial firme el convenio aceptado en junta de acreedores

## Efectos de la liquidación
Tales efectos serán distintos según se trate de una persona física o jurídica:
En el caso de que se trate de una persona natural, la apertura de la fase de liquidación provoca, si no estuviera ya acordada, la suspensión en el ejercicio de sus facultades patrimoniales de administración y disposición, siendo sustituido por la administración concursal.
Producirá la extinción del derecho a alimentos con cargo a la masa activa, tanto para el concursado, como para las personas a que el concursado tuviera el deber legal de prestarlos. No obstante, no queda extinguida la obligación de prestar alimentos que hubiera sido impuesta al concursado por resolución judicial dictada en procesos sobre capacidad, filiación, matrimonio y menores, que además seguirá teniendo la consideración de crédito contra la masa.
En caso de tratarse de una persona jurídica, se rovocará la disolución automática, si no estuvieses antes acordada, el cese de los administradores o liquidadores, que serán sustituidos por la administración concursal y la realización de la liquidación de conformidad con las previsiones de la LC. 
Sobre los créditos concursales: Producirá el vencimiento anticipado de los créditos concursales aplazados y la conversión en dinero de aquellos que consistan en otras prestaciones.

## Partes o fases de la liquidación
Deben de resaltarse las siguientes partes:
- Apertura de la liquidación a solicitud de una parte.
- Apertura de la liquidación de oficio.
- Publicidad de la apertura de la liquidación.
- Operaciones de liquidación.

### Las operaciones de liquidación
El Plan de liquidación: Una de las novedades del nuevo régimen concursal consiste en la atribución a la administración concursal de la elaboración de un plan de liquidación para la realización de los bienes y derechos integrados en la masa activa del concurso, plan sobre el que podrán formular observaciones o propuestas de modificación el deudor y los acreedores concursales, así como los representantes de los trabajadores con anterioridad a su aprobación por el Juez.
Cuando el deudor hubiera solicitado la liquidación en el mismo escrito de solicitud de declaración de concurso, deberá acompañar a dicha solicitud una “propuesta de plan de liquidación”. Dicho plan de liquidación habrá de ser presentado al Juez dentro de los 15 días siguientes al de la notificación de la resolución de apertura de la fase de liquidación, pudiendo ser prorrogado por igual duración, si la complejidad del concurso lo justificara.
Una vez presentado el plan, los acreedores y los representantes de los trabajadores podrán formular observaciones; de no haberlas, el Juez dictará auto declarando aprobado el plan. Si las hay, el Juez podrá aprobar el plan en los mismos términos presentados, introducir modificaciones en atención a las observaciones, o acordar la liquidación de conformidad con las reglas supletorias.
Reglas legales supletorias: Se aplican solo cuando no se aprueba el plan de liquidación, y en su caso, en lo que no prevea el plan aprobado, aplicándose las reglas legales sobre realización de bienes y derechos de la masa activa del concurso.
1. Se establece como criterio preferente la enajenación como un todo del conjunto de los establecimientos, explotaciones y otras unidades productivas de bienes y servicios del deudor (la venta global de la empresa), fijándose un plazo para la presentación de ofertas, teniendo preferencia las que garanticen la continuidad de la empresa y los puestos de trabajo (sucesión de empresa)[2]
2. Referente a las enajenaciones individuales de los bienes y derechos del concursado que integren la empresa/s, ya sea por conveniencia del Juez, o por no ser posible la transmisión global de la empresa. Se realizará mediante subasta, de quedarse desierta, se acordará su enajenación directa.[2]
3. En el caso de que las operaciones de liquidación supongan la extinción o suspensión de los contratos de trabajo, se estará a lo dispuesto en el art. 64 LC.[2]

### El pago a los acreedores
En los casos en los que a la liquidación hubiere precedido el cumplimiento parcial de un convenio, se presumirán legítimos los pagos realizados, salvo que se pruebe la existencia de fraude.
Quienes hubieran recibido pagos parciales cuya presunción de legitimidad no resultara desvirtuada por sentencia firme, los retendrán en su poder, pero no podrán participar en los cobros de las operaciones de liquidación hasta que el resto de los acreedores de su misma clasificación hubieran recibido pagos en un porcentaje equivalente.
Se seguirá el siguiente orden dentro de la fase de liquidación:
1. Primero se satisfarán los créditos contra la masa (antes de proceder al pago de los créditos concursales), para lo cual la administración concursal deducirá de la masa activa los bienes y derechos necesarios, de entre lo que no estén afectos al pago de créditos con privilegio especial (singularmente privilegiados).
2. Después, se atenderá al pago de créditos con privilegio especial (hipotecas, etc), lo que se efectuará con cargo a los bienes y derechos afectos al privilegio, ya sean objeto de ejecución separada o colectiva. En caso de concurrencia de privilegios especiales sobre un mismo bien o derecho, se aplicará el principio de prioridad temporal. La realización de los bienes y derechos se hará por subasta, salvo que el Juez autorice la venta directa ( tendrá que concurrir que el oferente esté dispuesto a pagar por el bien un precio superior al mínimo que se hubiese pactado para la subasta, y se pague al contado)
3. Se procederá a la satisfacción de los créditos que gocen de privilegio general, en el orden establecido en el art. 91 LC (salarios, retenciones a SS y Tributaria, etc)
4. Una vez satisfechos los créditos contra la masa y los privilegiados, se satisfarán los créditos ordinarios a prorrata con los biens y derechos que resten, conjuntamente con los créditos con privilegio especial en la parte que estos no hubieren sido satisfechos con cargo a bienes y derechos afectos
5. Por último el pago de créditos subordinados.